# I
Az I a latin ábécé kilencedik, a magyar ábécé tizenötödik betűje. Számítógépes használatban az ASCII kódjai: nagybetű – 73, kisbetű – 105. Az ógörög nyelvben ióta volt a neve, ez a héber (föníciai) jod betű nevéből származott, amely a j hang betűje volt; mivel az ógörögben nem volt j hang, ezt a betűt az i hangra alkalmazták.

## Jelentései

### Fizika
- I: a lendület (idegen eredetű nevén impulzus) jele
- I: az áramerősség jele (leggyakrabban elektromos áram, részecskeáram, hőáram stb. esetében)
- i: az ívhossz jele, ez körmozgás esetében a megtett utat jelenti

### Kémia
- I: a jód vegyjele

### Közgazdaságtan
- i: a kamatláb jele
- I: a beruházások jele a makroökonómiában

### Matematika
- I: a római egyes számjegy
- {\displaystyle i}: az imaginárius egység jele

### Informatika
- általában i-nek nevezik a ciklusváltozót egy programban (i, mint iteráció)

### Egyéb
- I: nemzetközi autójelként Olaszország jele
- Római feliratokban gyakran az Imperator rövidítése.